# Governo Tsipras II
Il Governo Tsipras II è il governo della Grecia insediatosi il 23 settembre 2015, a seguito delle elezioni parlamentari del 20 settembre.

## Tentata Sfiducia
Nel gennaio 2019, il governo si presenta in parlamento per la ratifica l'accordo di Prespa, che era stato firmato sette mesi prima tra la Grecia e l' ex Repubblica jugoslava di Macedonia e riguardava la questione del nome di quest'ultima. Tutti i partiti dell'opposizione, nonché i Greci Indipendenti, si opposero all'accordo. Questo evento causò una crisi di governo, con conseguente ritiro di AN.EL. dal governo. Tuttavia, il governo è riuscito a ricevere un voto di fiducia, poiché oltre ai deputati di SYRIZA, il governo è stato votato da deputati indipendenti precedentemente allontanati da Potami e AN.EL.

## Caduta del Governo
Il 26 maggio 2019 si svolgono in contemporanea le elezioni europee e il primo turno delle elezioni locali che videro una sconfitta dei partiti di maggioranza a favore di quelli di opposizione i quali vinsero diffusamente. Nonostante il forte calo alle europee, comunque il primo ministro Tsipras ancora rimase fiducioso che nel secondo turno delle elezioni il calo subito si sarebbe ridimensionato considerato che ancora in molte città non si poteva affermare un risultato netto di una o dell'altra coalizione nei quali ballottaggi si evidenziava un quasi pareggio anche se Nuova Democrazia era in leggero vantaggio. Il 9 giugno 2019 si svolse il secondo turno delle elezioni locali che affermarono una decisa e sonora sconfitta dei partiti di maggioranza i quali videro le opposizioni trionfare. Così il giorno seguente il primo ministro in conferenza stampa dichiara che ormai e chiaro da parte del popolo non ha più la legittimità di governare e la sconfitta alle elezioni e un chiaro segno della volontà di un cambio di passo per questo annuncia che una volta finita la conferenza stampa sarebbe andato ad incontrare dal presidente della Repubblica, Prokopis Pavlopoulos, per chiedergli lo scioglimento anticipato del Parlamento ed elezioni immediate. Dopo l'incontro con quest'ultimo in cui Tsipras rassegna le dimissioni con il contemporaneo scioglimento del parlamento attraverso un decreto presidenziale che avrà effetto dal giorno dopo, si indicono le elezioni per il 7 luglio.

## Composizione
| Carica o ministero                      | Titolare | Titolare | Titolare              | Partito      |
| --------------------------------------- | -------- | -------- | --------------------- | ------------ |
| Primo ministro                          |          |          | Alexīs Tsipras        | SYRIZA       |
| Vice Primo ministro                     |          |          | Ioannis Dragasakis    | SYRIZA       |
| Interno                                 |          |          | Panayotis Kouroumblis | SYRIZA       |
| Economia, sviluppo e turismo            |          |          | Georgios Stathakis    | SYRIZA       |
| Difesa                                  |          |          | Evangelos Apostolakis | Indipendente |
| Istruzione, ricerca e affari religiosi  |          |          | Nikos Filis           | SYRIZA       |
| Ambiente ed energia                     |          |          | Panos Skourletis      | SYRIZA       |
| Giustizia                               |          |          | Nikos Paraskevopoulos | SYRIZA       |
| Affari esteri                           |          |          | Níkos Kotziás         | SYRIZA       |
| Finanze                                 |          |          | Euclide Tsakalotos    | SYRIZA       |
| Lavoro, solidarietà e sicurezza sociale |          |          | Georgios Katrougalos  | SYRIZA       |
| Salute                                  |          |          | Andreas Xanthos       | SYRIZA       |
| Infrastrutture e trasporti              |          |          | Christos Spirtzis     | SYRIZA       |
| Pesca e isole                           |          |          | Thodoris Dristas      | SYRIZA       |
| Sviluppo rurale e alimentazione         |          |          | Evangelos Apostolos   | SYRIZA       |
| Cultura                                 |          |          | Aristidis Baltas      | SYRIZA       |

## Situazione Parlamentare
Dal Settembre 2015 al gennaio 2019:
| Camera              | Collocazione | Partiti                                               | Seggi     |
| ------------------- | ------------ | ----------------------------------------------------- | --------- |
| Parlamento ellenico | Maggioranza  | SYRIZA (145), GI (10)                                 | 155 / 300 |
| Parlamento ellenico | Opposizione  | ND (75), AD (18), SD (17), KKP (15), TP (11), UDC (9) | 145 / 300 |

Dal Gennaio 2019:
| Camera              | Collocazione | Partiti                                                      | Seggi     |
| ------------------- | ------------ | ------------------------------------------------------------ | --------- |
| Parlamento ellenico | Maggioranza  | SYRIZA (145), NI (6)                                         | 151 / 300 |
| Parlamento ellenico | Opposizione  | ND (75), AD (18), SD (17), KKP (15), TP (9), UDC (9), GI (6) | 149 / 300 |

## Cronologia

### 2015
- 20 settembre 2015: Alexis Tsipras vince le elezioni parlamentari greche con il 35,46% dei voti
- 21 settembre 2015: Alexīs Tsipras giura come nuovo primo ministro della Repubblica Ellenica